# Georges Métayer
Georges Charles Métayer (ur. 13 października 1904 w Paryżu, zm. 23 lutego 1995 w Le Chesnay-Rocquencourt) – francuski zapaśnik walczący w stylu klasycznym. Olimpijczyk z Paryża 1924, gdzie zajął dwudzieste miejsce w wadze lekkiej.

## Letnie Igrzyska Olimpijskie 1924
| Konkurencja            | Rundy eliminacyjne     | Rundy eliminacyjne       | Klas. końcowa |
| Konkurencja            | Przeciwnik I           | Przeciwnik II            | Miejsce       |
| ---------------------- | ---------------------- | ------------------------ | ------------- |
| 67,5 kg styl klasyczny | Albert Kusnets (EST) P | Walter Ranghieri (ITA) P | 20.           |